# Mandato de acceso abierto
Un mandato de acceso abierto es una política adoptada por una institución de investigación, financiador de investigación o gobierno que requiere que los investigadores -por lo general personal universitario, de investigación y/o receptores de subvenciones de investigación- depositen sus artículos publicados en acceso abierto, al autoarchivar sus borradores o versiones finales revisados por pares en un repositorio institucional o repositorio disciplinario de acceso abierto ("AA Verde") o publicándolos en una revista de acceso abierto ("AA Dorado"), o ambos.

## Características
Entre las universidades que han adoptado tempranamente el  mandato de  acceso abierto se encuentran la Universidad de Harvard, el Instituto de Tecnología de Massachusetts, la Universidad College de Londres, la Universidad de Tecnología de Queensland, la Universidad de Minho (Portugal), Universidad de Lieja y de la ETH de Zúrich. Entre los organismos de financiación que han adoptado mandato de acceso abierto para los beneficiarios de subsidios contamos a los Institutos Nacionales de Salud de Canadá, el Consejo de Investigación del Reino Unido, el Fondo Nacional para la Investigación Científica, el Wellcome Trust y el Consejo Europeo de Investigación. Un índice completo de mandatos adoptados hasta la fecha, está disponible en el Registry of Open Access Mandatory Archiving Policies (ROARMAP).
Los mandatos de acceso abierto se pueden clasificar de muchas maneras: por el tipo de organización obligatoria (institución empleadora o financiador de investigación), por el lugar (institucional o institucional externo) y el momento del depósito mismo (inmediato, retrasado), por el tiempo (inmediato, demorado) en el cual el depósito se hace de acceso abierto, y por si existe o no un contrato de retención de derechos de autor por defecto (y si se puede renunciar). Los tipos de mandatos también se pueden comparar por su fuerza y eficacia (en términos de volumen anual, proporción y momento de los depósitos, en relación con la producción anual total del artículo, así como el tiempo en que el acceso al depósito se establece como acceso abierto). Los mandatos son clasificados y clasificados por algunas de estas propiedades en MELIBEA.

### Mandatos institucionales y de financiamiento
Las universidades pueden adoptar mandatos de acceso abierto para sus profesores. Los mandatos pueden tomar la forma de procedimientos administrativos, como designar el depósito de repositorio como el medio oficial de presentar publicaciones para la revisión del desempeño de la investigación institucional, o para solicitudes de subvención de investigación o renovación. Muchos mandatos universitarios europeos han adoptado la forma de requisitos administrativos, mientras que muchos mandatos universitarios de EE. UU. han adoptado la forma de un consenso autoevaluado de la facultad, que consiste en un contrato de retención de derechos predeterminado (junto con una opción de exención para ciertos casos).
Los financiadores de la investigación, como las agencias de financiamiento del gobierno o las fundaciones privadas, pueden adoptar mandatos de acceso abierto como condiciones contractuales para recibir fondos.

### Principales mandatos de acceso abierto
"Mandato" puede significar tanto "autorizar" u "obligar". Ambos sentidos son importantes en la inducción de los investigadores a proporcionar AA. El promotor del acceso abierto Peter Suber, ha comentado que "'mandato' no es una buena palabra..." para las políticas de acceso abierto, "...pero tampoco lo es cualquier otra palabra en inglés". Otras maneras de describir un mandato incluyen "cambiar la práctica editorial por defecto a acceso abierto" en el caso de los profesores de la universidad o, "colocar la condición de acceso abierto" en los receptores de la subvención. Los mandatos son más fuertes que las políticas que solicitan o fomentan el acceso abierto, debido a que son requisitos que se exigen a los autores. Algunos mandatos permiten al autor optar, siempre que existan razones para hacerlo.
- Políticas de estímulo: estos no son requisitos, sino simplemente recomendaciones para proporcionar acceso abierto.
- Mandatos Loophole: requieren que los autores proporcionen acceso abierto si sus editores lo permiten.

Los mandatos pueden incluir las cláusulas siguientes:
- Embargo limitado: requieren que los autores proporcionen acceso abierto, ya sea inmediatamente o luego de un período de embargo máximo permisible (que puede variar de 6 meses a 12 meses, o más).
- Depósito inmediato: requieren que los autores depositen sus borradores finales arbitrados en su repositorio institucional inmediatamente después de su publicación (o tras la aceptación para su publicación) independientemente de si sus contratos de publicación permiten o no hacer el depósito de acceso abierto inmediatamente. Si el editor bloquea luego el acceso, este puede dejarse como acceso cerrado durante cualquier período de embargo permitido. Para depósitos de acceso cerrado, los repositorios tienen un botón de solicitud de copia con el que los usuarios pueden solicitar y los autores pueden proporcionar una única copia con un clic cada vez durante el embargo.[14]
- Retención de derechos: estas políticas suelen extender a la institución matriz una licencia no exclusiva para ejercer todos y cada uno de los derechos de autor del artículo. Los derechos de autor permanecen con el autor hasta que transfieren los derechos de autor a un editor, en cuyo momento la licencia no exclusiva sobrevive. De este modo, los autores pueden publicar libremente en el lugar que prefieran, al tiempo que otorgan a la institución el derecho de publicar una versión del artículo en la web abierta a través de un repositorio institucional. El beneficio de la cláusula de retención de derechos es que ni el autor ni la institución necesitan negociar el acceso abierto con el editor; la política en sí misma permite el acceso abierto al artículo. Tras la aceptación o publicación, el autor o su representante deposita el artículo en su repositorio institucional. Exenciones generalmente están disponibles en los casos en que los autores no deseen acceso abierto para un artículo determinado.

- Lugar de depósito: La mayoría de los mandatos institucionales de acceso abierto requieren que los autores archiven sus documentos en su propio repositorio institucional. Algunos mandatos de los financiadores especifican el depósito institucional, algunos especifican el depósito externo de la institución y otros permiten.

## Efectividad

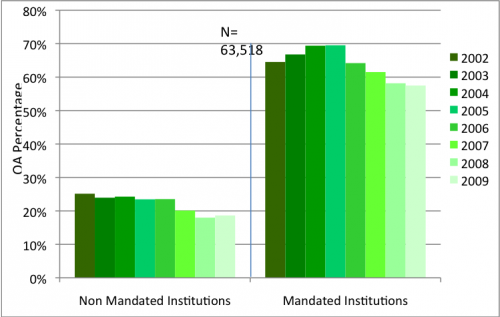
Los mandatos triplican la tasa de autoarchivo.

Para las cuatro instituciones con mandatos de autoarchivo más antiguas, el porcentaje promedio de acceso abierto por auto-archivo ha sido comparado con el porcentaje de artículos de control de otras instituciones publicadas en las mismas revistas (por año 2002-2009). Los mandatos de acceso abierto triplican el porcentaje de AA verde (ver figura). Los totales respectivos están derivados de la Web de Science de Thomson Reuters.

### Seguimiento de mandatos
Para mayo de 2015, mandatos de acceso abierto han sido adoptados por más de 550 universidades e instituciones de investigación, así como más de 140 financiadores de investigación en todo el mundo. Ejemplos de universidades con mandatos de acceso abierto son: la Universidad de Harvard y el MIT en los Estados Unidos, la Universidad College de Londres y ETH Zürich en la Unión Europea. Los entes de financiamiento que requieren acceso abierto a sus beneficiarios incluyen el NIH en los Estados Unidos, RCUK y ERC en la UE. Modelos de política y orientación sobre mandatos AA han sido proporcionados por el Manual EPrints del Open Society Institute, EOS,[cita requerida] OASIS y Open Access Archivangelism.
ROARMAP, el Registro de Políticas y Mandatos del Repositorio de Acceso Abierto de la Universidad de Southampton permite indexar los mandatos de AA institucionales, de fondos de inversión y gubernamentales del mundo. SHERPA/JULIET es un servicio de SHERPA que lista sólo mandatos de financiamiento.
Encuestas interdisciplinarias internacionales señalan que la gran mayoría de los investigadores responden que se autoarchivarían voluntariamente si sus instituciones o patrocinadores lo ordenaran. Tanto los repositorios institucionales y disciplinarios obligatorios como los no ordenados en todo el mundo están indexados por SHERPA's OpenDOAR y su índice de crecimiento es monitoreado y presentado por la Universidad de Southampton, mediante el Registro de Repositorios de Acceso Abierto (ROAR).
Estudios recientes han probado qué condiciones de mandato son más efectivas para generar depósitos. Las tres condiciones más importantes identificadas fueron: (1) depósito inmediato requerido, (2) depósito requerido para evaluación de desempeño, y (3) opción de exclusión incondicional permitida para el requisito de AA, pero no se autorizó la opción de depósito.

## Mandatos AA en Iberoamérica

### Argentina
En noviembre de 2013 se aprobó la Ley 26.899: Creación de Repositorios Digitales Institucionales de Acceso Abierto, Propios o Compartidos, la cual sienta las bases para una política de acceso abierto y datos abiertos en el marco de los organismos nacionales de ciencia y tecnología. La ley establece que:
Los organismos e instituciones públicas que componen el Sistema Nacional de Ciencia, Tecnología e Innovación (SNCTI), conforme lo prevé la ley 25.467, y que reciben financiamiento del Estado nacional, deberán desarrollar repositorios digitales institucionales de acceso abierto, propios o compartidos, en los que se depositará la producción científico-tecnológica resultante del trabajo, formación y/o proyectos,  financiados total o parcialmente con fondos públicos, de sus investigadores, tecnólogos, docentes, becarios de posdoctorado y estudiantes de maestría y doctorado. (Art. 1)

### Colombia
El 6 de marzo de 2014 se sancionó la Ley 1712 de Transparencia y Acceso a la Información, que define los datos abiertos como “todos aquellos datos primarios o sin procesar, que se encuentran en formatos estándar e interoperables que facilitan su acceso y reutilización, los cuales están bajo la custodia de las entidades públicas o privadas que cumplen con funciones públicas y que son puestos a disposición de cualquier ciudadano, de forma libre y sin restricciones, con el fin de que terceros puedan reutilizarlos y crear servicios derivados de los mismos”

### México
En México, el 20 de mayo de 2014 se publicaron reformas a disposiciones diversas de la Ley de Ciencia y Tecnología, de la Ley General de Educación y de la Ley Orgánica del Consejo Nacional de Ciencia y Tecnología, según las cuales se garantiza el acceso abierto a la información científica. La primera incluye ahora las disposiciones generales para la creación de una plataforma digital de acuerdo con los más altos estándares internacionales, y describe algunas características que tendrá, entre las que sobresale la creación de bases de datos por instituciones, así como redes entre éstas para crear el repositorio nacional centralizado.